# Bílí rádžové
Bílí rádžové byla dynastie, kterou roku 1841 v Sarawaku na ostrově Borneo založil bývalý anglický důstojník James Brooke. Jeho příbuzní pak v nově vzniklém státě vládli zhruba dalších sto let.

## Vznik
James Brooks byl anglický dobrodruh, jenž dříve sloužil jako důstojník v britské armádě v Asii. Roku 1839 se za účelem zeměpisných a jiných vědeckých objevů vypravil na Borneo. Zde pomohl brunejskému sultánovi Omaru Ali Saifuddinovi II. roku 1840 potlačit povstání v jeho říši a ten ho v roce 1841 za odměnu ustanovil sarawackým rádžou. Brooks se tak stal vládcem nového státu – Království Sarawak.

## Panovníci
Roku 1843 brunejský sultán dovolil Jamesovi jmenovat své nástupce. Jeho rozhodnutí s velkou pravděpodobností ovlivnila přítomnost britské námořní flotily. Po smrti rádži Jamese tak v roce 1868 v čele státu stanul mladší syn jeho sestry Charles. James se totiž nikdy neoženil, měl sice syna, ale ten nebyl uznán jako legitimní. Charles se stal panovníkem, i když měl staršího bratra, který rádžu už dříve ve funkci zastupoval. James ale rozhodl o jeho vyloučení z nástupnictví.
Když roku 1917 Charles zemřel, převzal po něm vládu jeho syn Vyner, protože však neměl plnou důvěru svého otce, musel se podle Charlesovy politické závěti o vládu dělit se svým bratrem Bertramem. Jejich panování bylo v roce 1941 přerušeno japonskou okupací a definitivně skončilo roku 1946, kdy se Sarawak z rozhodnutí Vynera stal britskou kolonií.